# Alberto Villalpando
Antonio Alberto Villalpando Buitrago (La Paz, 21 de noviembre de 1940) es un compositor boliviano que ha escrito música en diversos géneros. Se destaca en la música clásica a la que brinda un componente de música popular boliviana y ha colaborado en la musicalización de películas bolivianas. 

## Biografía
Inició su formación musical en Potosí bajo la dirección de Santiago Velásquez y José Díaz Gainza. En 1958 viajó a estudiar al Conservatorio de Buenos Aires con Alberto Ginastera, Pedro Sáenz, Abraham Jurafsky y Roberto García Morillo. De 1963 a 1964 estudió en el Centro Latinoamericano de Altos Estudios Musicales (CLAEM) en Buenos Aires con Olivier Messiaen, Riccardo Malipiero, Luigi Dallapiccola, Alberto Ginastera, Bruno Maderna y Aaron Copland. Aquí en cooperación con Miguel Ángel Rondano desarrolló una instalación sonora para la exposición del pintor Carlos Squirru.
En 1964 se convirtió en jefe del Instituto Estatal de Cine de Bolivia, y en 1967 fue nombrado director del Departamento de Música del Ministerio de Cultura de Bolivia. Además, se desempeñó como profesor de composición y director del Conservatorio Nacional de Música y el seminario de música de la Universidad Católica Boliviana. 
Fue agregado cultural boliviano en Francia.[cita requerida]
En 1998 fue galardonado con el Premio Nacional de Cultura de Bolivia

## Obras y Composiciones
Ha escrito música de diversos géneros influyendo la música electroacústica, tanto con medios convencionales como con sintetizadores controlados por computadora.
En 1995, estrenó una ópera, sobre una leyenda de la época colonial, llamada Manchaypuytu. Además ha escrito también música para varios filmes bolivianos, así como para producciones videográficas.
Algunas de sus otras obras fueron: 
- Cinco preludios, para piano (1960)
- Cinco canciones, para soprano y piano (1960)
- Variaciones, para piano (1961)
- Trío, para flauta, clarinete y fagot (1961)Un joven Alberto Villalpando en la oficina de Jaime S.

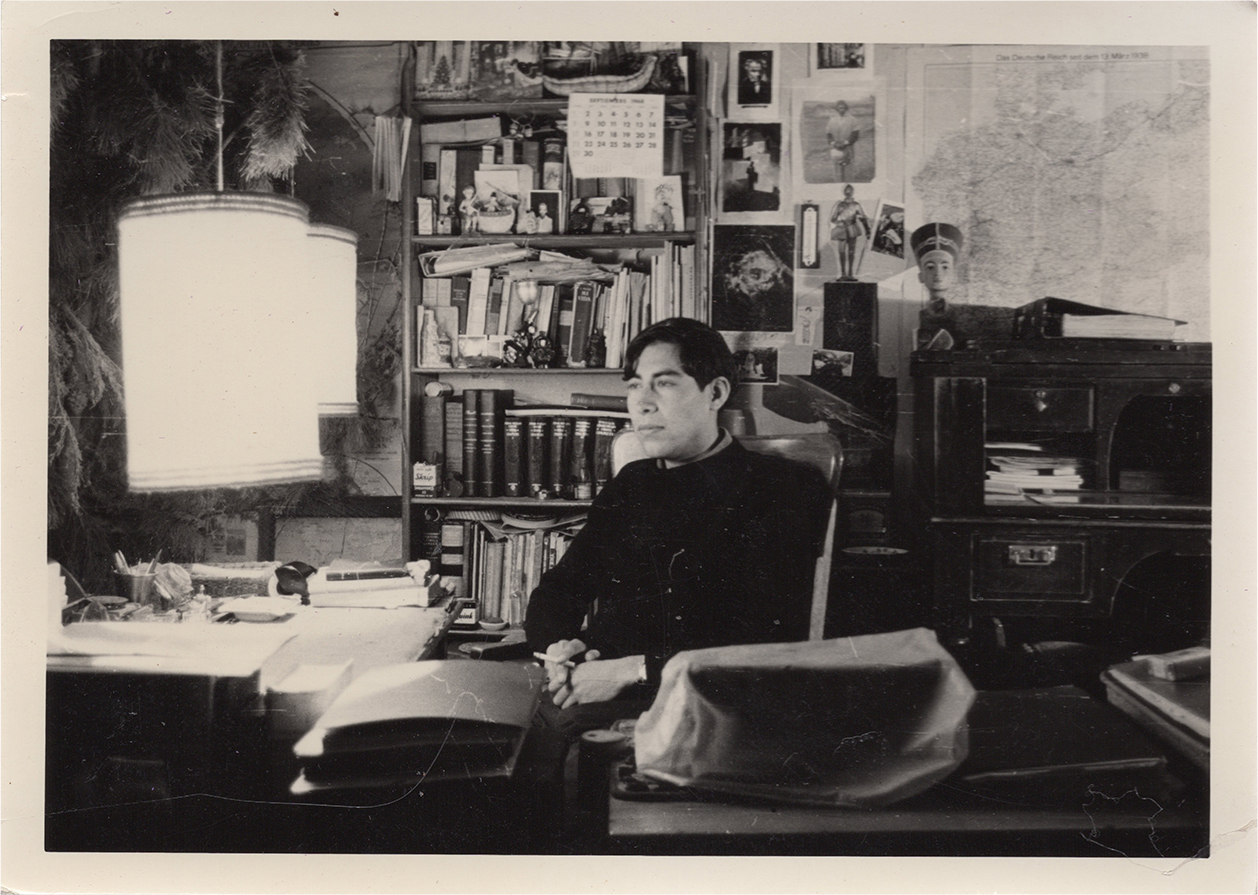
Un joven Alberto Villalpando en la oficina de Jaime S.

- Tres piezas, para coro femenino a capella (1961)
- Cuatro juegos fantásticos, para clarinete, violoncello, piano y percusión (1962)
- Variaciones tímbricas, para soprano y conjunto (1963)
- Preludio, passacaglia y postludio, para cuarteto de cuerdas (1963)
- Liturgias fantásticas, para orquesta (1963)
- Tres canciones, para soprano, flauta, viola, piano y percusión (1963)
- Estructuras, para piano y percusión (1964)
- Cantata solar, para soprano, barítono, coro mixto y orquesta de cámara (1964)
- Evoluciones, para piano (1965)
- Mística no 1, para cuarteto de cuerdas (1965)
- Mística no 2, para piano (1965)
- Concertino, para flauta y orquesta (1966)
- Nocturnales, para barítono, flauta, corno, violoncello y piano (1967)
- Concertino, para piano y orquesta de cámara (1968)
- Tres canciones, para tenor y piano (1968)
- Danzas para una imagen perdida, (ballet) para orquesta de cámara (1969)
- Mística no 3, para doble cuarteto de cuerdas, flauta, corno, contrabajo obligatto y cinta (1970)
- Mística no 4, para cuarteto de cuerdas, piano y cinta (1970)
- Blanca Wiethüchter junto a Alberto VillalpandoTres piezas, para piano (1971)

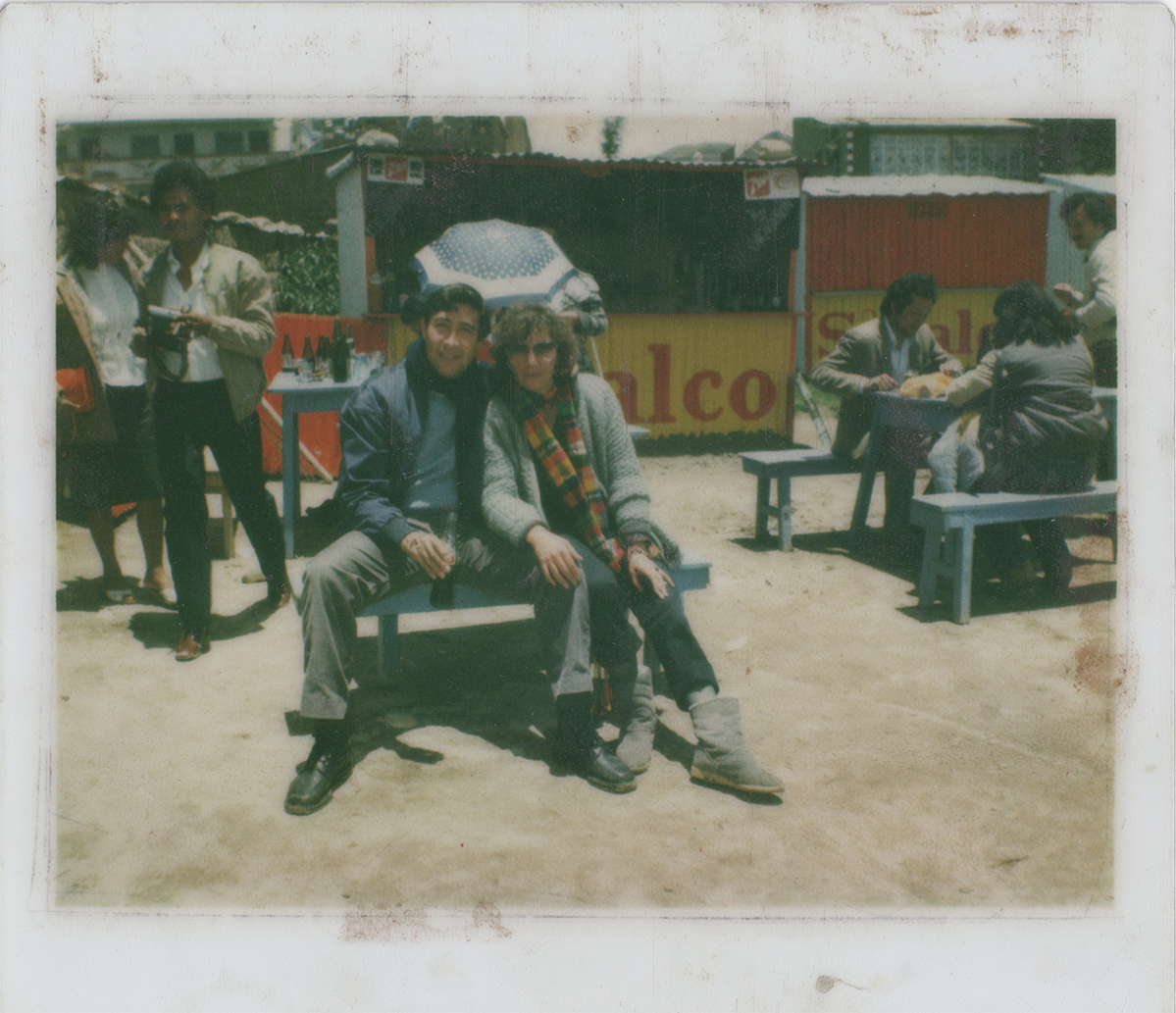
Blanca Wiethüchter junto a Alberto Villalpando

- Bolivianos!... Música electroacústica (1973)
- Música para orquesta no 1 (1974)
- Juego para cinco, para dos pianos y percusión (1975)
- Cantata de homenaje, para solistas coro mixto y orquesta (1975)
- Música para orquesta no 2 (1975)
- Música para orquesta no 3 (1976)
- Mística no 5, para clarinete, corno, fagot, violín, viola, cello y contrabajo (1976)
- Homenajes y profanaciones, para piano a cuatro manos (1977)
- Mística no 7, para orquesta de cámara (1977)
- Te deum, para coro y orquesta (1978)
- Al mar, para soprano, coro masculino y orquesta (1977-78)
- Música para orquesta no 4 (1984-85)
- Interludio, para violín solo (1986)
- Desde el jardín de morador, para computadora y sintetizadores (1989)
- Preludio al vino, para guitarra sola (1989)
- De los elementos, para computadora y sintetizadores (1991)
- Las transformaciones del agua y del fuego en las montañas, para orquesta (1991)
- Mística no 6, para violín, cello y piano (1993)
- Mística no 8, para violín cello y guitarra (1994-95)
- Manchaypuytu, ópera en tres actos (Néstor Taboada) (1995-96)
- Qantatai, para coro, narradores y sonidos electrónicos (1996-97).[6]
- Música para orquesta VI (2022)Presentación de la biografía del compositor boliviano Alberto Villalpando.

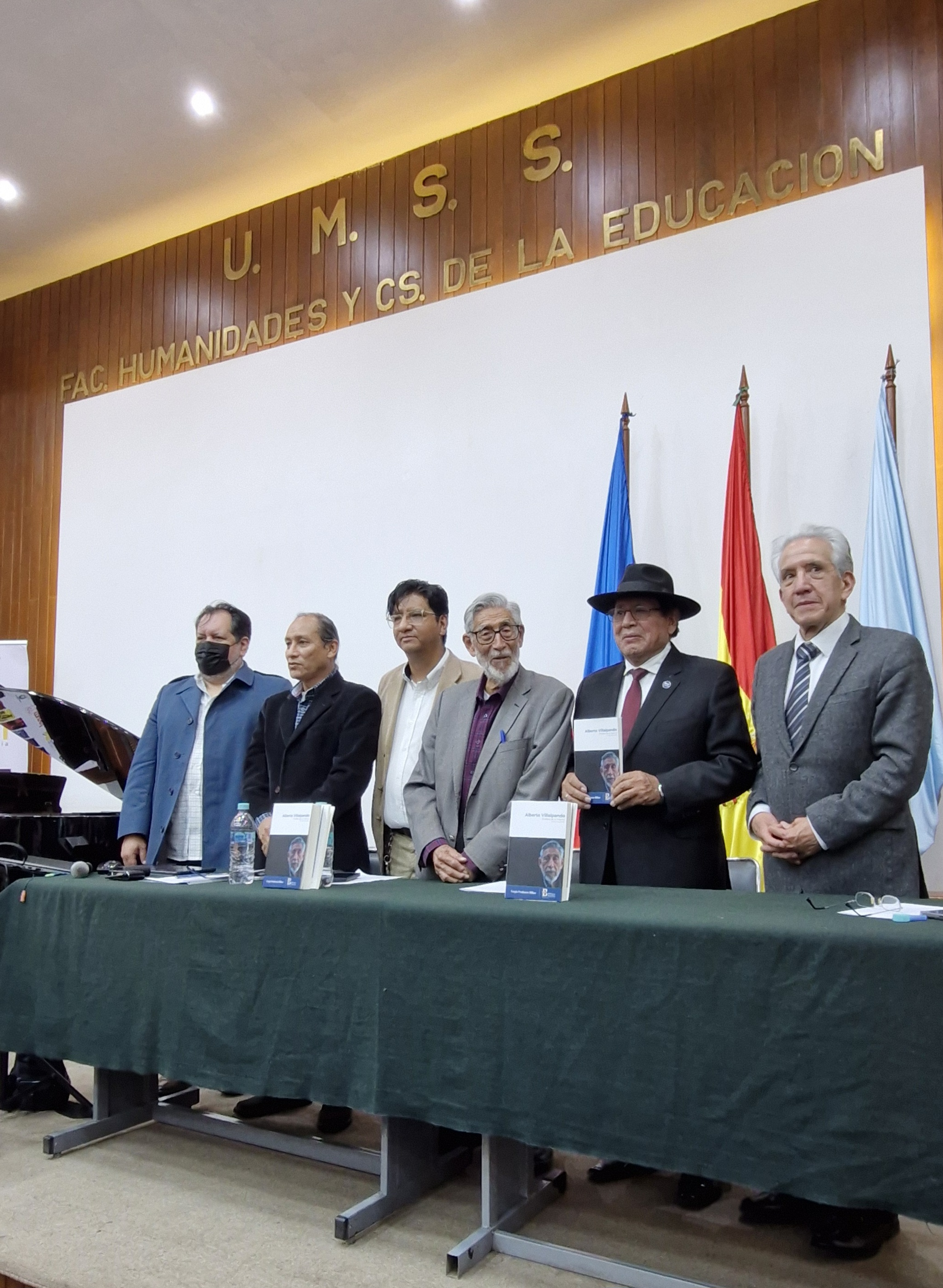
Presentación de la biografía del compositor boliviano Alberto Villalpando.

- Música para orquesta VIII (2024), esta es una obra encargada por el Instituto Goethe para celebrar 70 años en Bolivia.[7]

## Reconocimientos
Durante la celebración del Bicentenario de Bolivia, la Fundación Cultural del Banco Central de Bolivia y el Archivo y Biblioteca Nacionales de Bolivia (ABNB) presentaron el libro Alberto Villalpando: Profeta de sí mismo. Ensayo biográfico, escrito por el músico y compositor Cergio Prudencio.